# Mistrzostwa Kanady w Skokach Narciarskich 2012

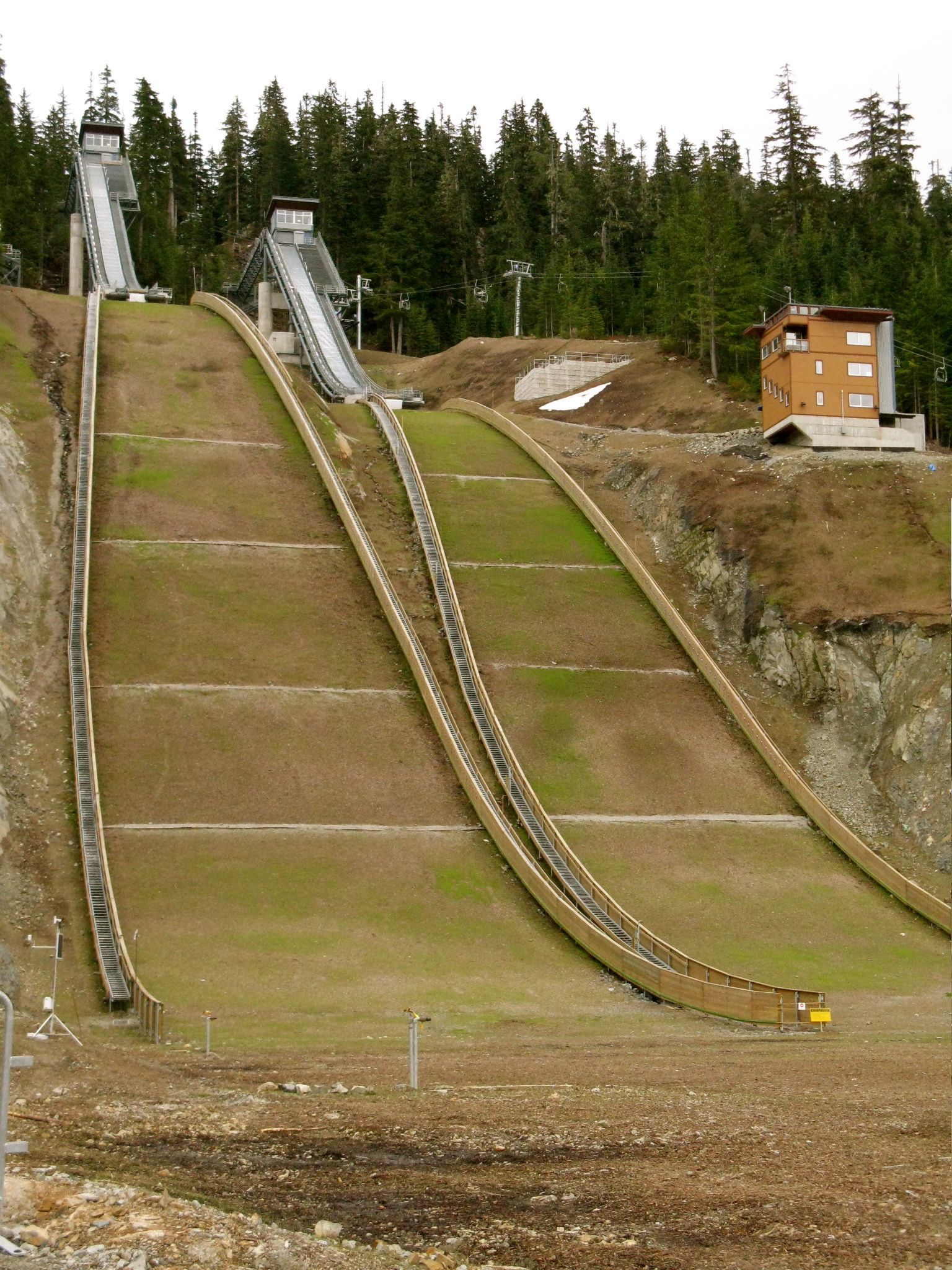
Kompleks skoczni Whistler Olympic Park

Mistrzostwa Kanady w Skokach Narciarskich 2012 – zawody w skokach narciarskich przeprowadzone 31 marca 2012 na olimpijskich skoczniach w kompleksie Whistler Olympic Park o rozmiarach HS-106 i HS-140 w celu wyłonienia indywidualnego mistrza Kanady wśród kobiet i mężczyzn. Na zawody składały się trzy konkursy na skoczni normalnej – w kategorii seniorskiej i juniorskiej mężczyzn oraz konkurs kobiet, a także jeden na skoczni dużej – w kategorii seniorskiej mężczyzn.

## Przed mistrzostwami
Zawody odbyły się po zakończeniu sezonu 2011/2012. Jedynym Kanadyjczykiem, który zdobył w tym sezonie punkty Pucharu Świata był Mackenzie Boyd-Clowes. Z 5 punktami został sklasyfikowany w cyklu na 68. miejscu. W przypadku pozostałych zawodników najlepszymi wynikami były miejsca na podium FIS Cup. W sierpniu Eric Mitchell zwyciężył w zawodach w Szczyrku, a w lutym Dusty Korek zajął drugie miejsce w Libercu. Jedyną Kanadyjką sklasyfikowaną w Pucharze Świata kobiet była Taylor Henrich.
Zawody te były pierwszymi na skoczniach w Whistler od czasu Zimowych Igrzysk Olimpijskich 2010. Poza Kanadyjczykami wystartowali w nich również zawodnicy ze Stanów Zjednoczonych oraz z Niemiec, między innymi dwukrotny zdobywca Pucharu Świata, wielokrotny medalista mistrzostw świata i igrzysk olimpijskich – Martin Schmitt oraz trzykrotny medalista mistrzostw świata juniorów, dziewiętnasty zawodnik Pucharu Świata 2009/2010, Pascal Bodmer. Jedynym z zawodników spoza Kanady, który zdobył w sezonie 2011/12 punkty PŚ był Schmitt. Mistrzostwa Kanady były pierwszymi od początku stycznia zawodami, w których startował; przerwa ta spowodowana była kontuzją.

## Przebieg zawodów
W zawodach mężczyzn zarówno na skoczni normalnej, jak i dużej, zwyciężył Boyd-Clowes, wyprzedzając Niemców: Martina Schmitta i Kevina Horlachera. Najlepszymi poza Boydem-Clowesem Kanadyjczykami w obu przypadkach byli Dusty Korek i Matthew Rowley, zajmując odpowiednio miejsca 4. i 5. (na skoczni normalnej) oraz 5. i 6. (na skoczni dużej). W zawodach juniorskich zwyciężył Amerykanin Kevin Bickner, wyprzedzając Kanadyjczyków Rogana Reida i Joshuę Maurera. Wśród kobiet triumfowała Taylor Henrich przed Natą De Leeuw i Alexandrą Pretorius.

## Miejsca na podium
| Konkurs                                            | Złoto                 | Srebro         | Brąz                |
| -------------------------------------------------- | --------------------- | -------------- | ------------------- |
| mężczyźni – kategoria seniorska, skocznia normalna | Mackenzie Boyd-Clowes | Martin Schmitt | Kevin Horlacher     |
| mężczyźni – kategoria seniorska, skocznia duża     | Mackenzie Boyd-Clowes | Martin Schmitt | Kevin Horlacher     |
| mężczyźni – kategoria juniorska                    | Kevin Bickner         | Rogan Reid     | Joshua Maurer       |
| kobiety - skocznia normalna                        | Taylor Henrich        | Nata De Leeuw  | Alexandra Pretorius |

## Skrócone wyniki

### Mężczyźni - skocznia normalna
| Miejsce | Zawodnik              | Państwo           | Seria 1 | Seria 2 | Nota łączna |
| ------- | --------------------- | ----------------- | ------- | ------- | ----------- |
| 1.      | Mackenzie Boyd-Clowes | Kanada            | 101,5   | 104,5   | 267,5       |
| 2.      | Martin Schmitt        | Niemcy            | 97,5    | 100,5   | 250,5       |
| 3.      | Kevin Horlacher       | Niemcy            | 90,5    | 93,5    | 218,0       |
| 4.      | Dusty Korek           | Kanada            | 91,5    | 90,0    | 214,5       |
| 5.      | Matthew Rowley        | Kanada            | 88,0    | 89,5    | 203,5       |
| 6.      | Pascal Bodmer         | Niemcy            | 88,5    | 86,5    | 197,0       |
| 7.      | Eric Mitchell         | Kanada            | 87,0    | 83,5    | 189,0       |
| 8.      | Cliff Field           | Stany Zjednoczone | 82,5    | 84,5    | 179,5       |
| 9.      | Nathaniel Mah         | Kanada            | 80,5    | 80,5    | 170,0       |
| 10.     | Wesley Savill         | Kanada            | 80,5    | 81,5    | 168,5       |

### Mężczyźni - skocznia duża
| Miejsce | Zawodnik              | Państwo           | Seria 1 | Seria 2 | Nota łączna |
| ------- | --------------------- | ----------------- | ------- | ------- | ----------- |
| 1.      | Mackenzie Boyd-Clowes | Kanada            | 136,5   | 142,0   | 285,8       |
| 2.      | Martin Schmitt        | Niemcy            | 128,0   | 130,5   | 247,8       |
| 3.      | Kevin Horlacher       | Niemcy            | 125,5   | 128,5   | 236,7       |
| 4.      | Pascal Bodmer         | Niemcy            | 119,0   | 124,0   | 214,4       |
| 5.      | Dusty Korek           | Kanada            | 119,5   | 119,5   | 209,2       |
| 6.      | Matthew Rowley        | Kanada            | 118,5   | 117,5   | 202,8       |
| 7.      | Eric Mitchell         | Kanada            | 114,5   | 112,0   | 186,2       |
| 8.      | Erik Lynch            | Stany Zjednoczone | 103,5   | 114,5   | 163,4       |
| 9.      | Adam Loomis           | Stany Zjednoczone | 101,0   | 109,0   | 151,5       |
| 10.     | Cliff Field           | Stany Zjednoczone | 101,0   | 102,5   | 135,3       |